# Gerard David

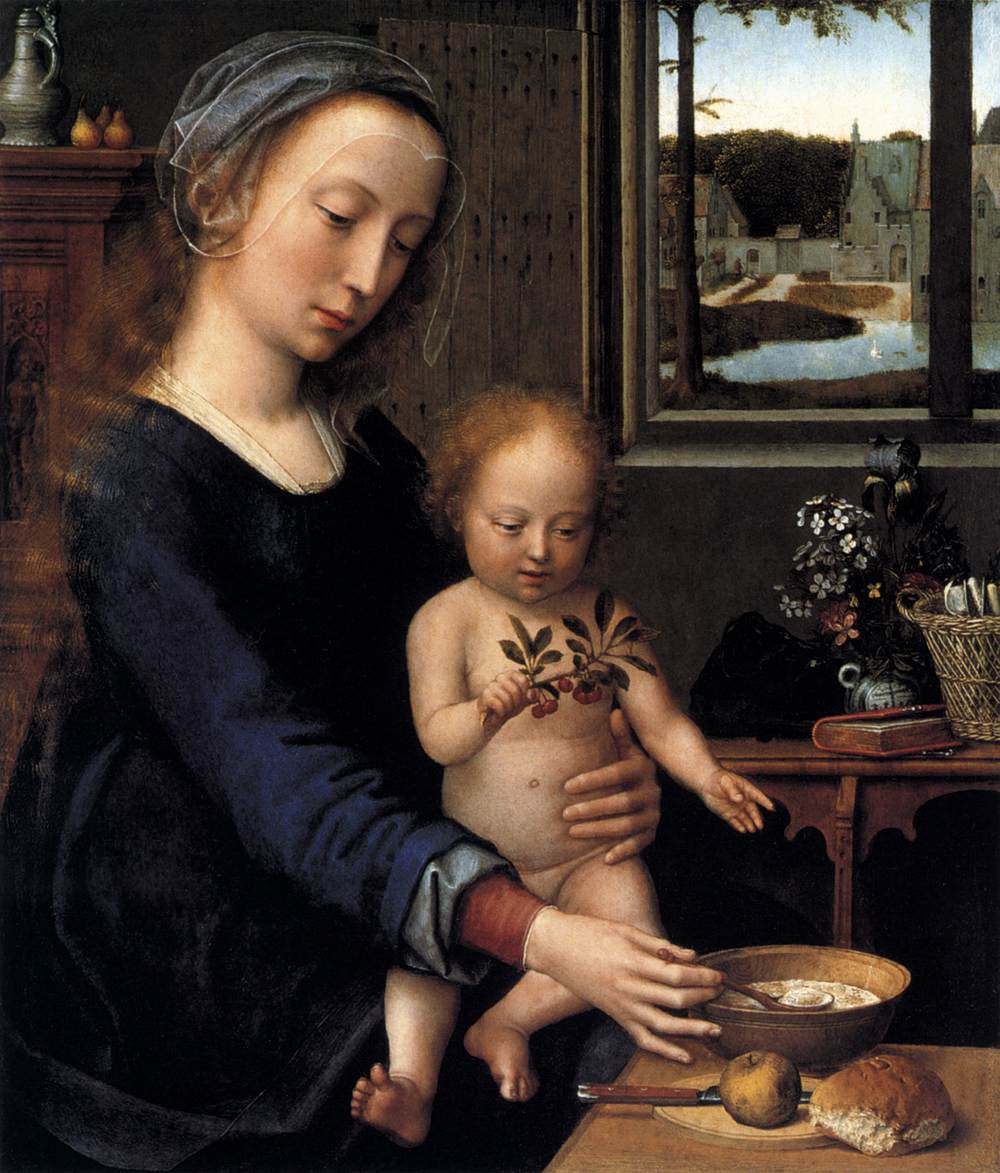
Maria karmiąca Dzieciątko papką mleczną (ok. 1515)

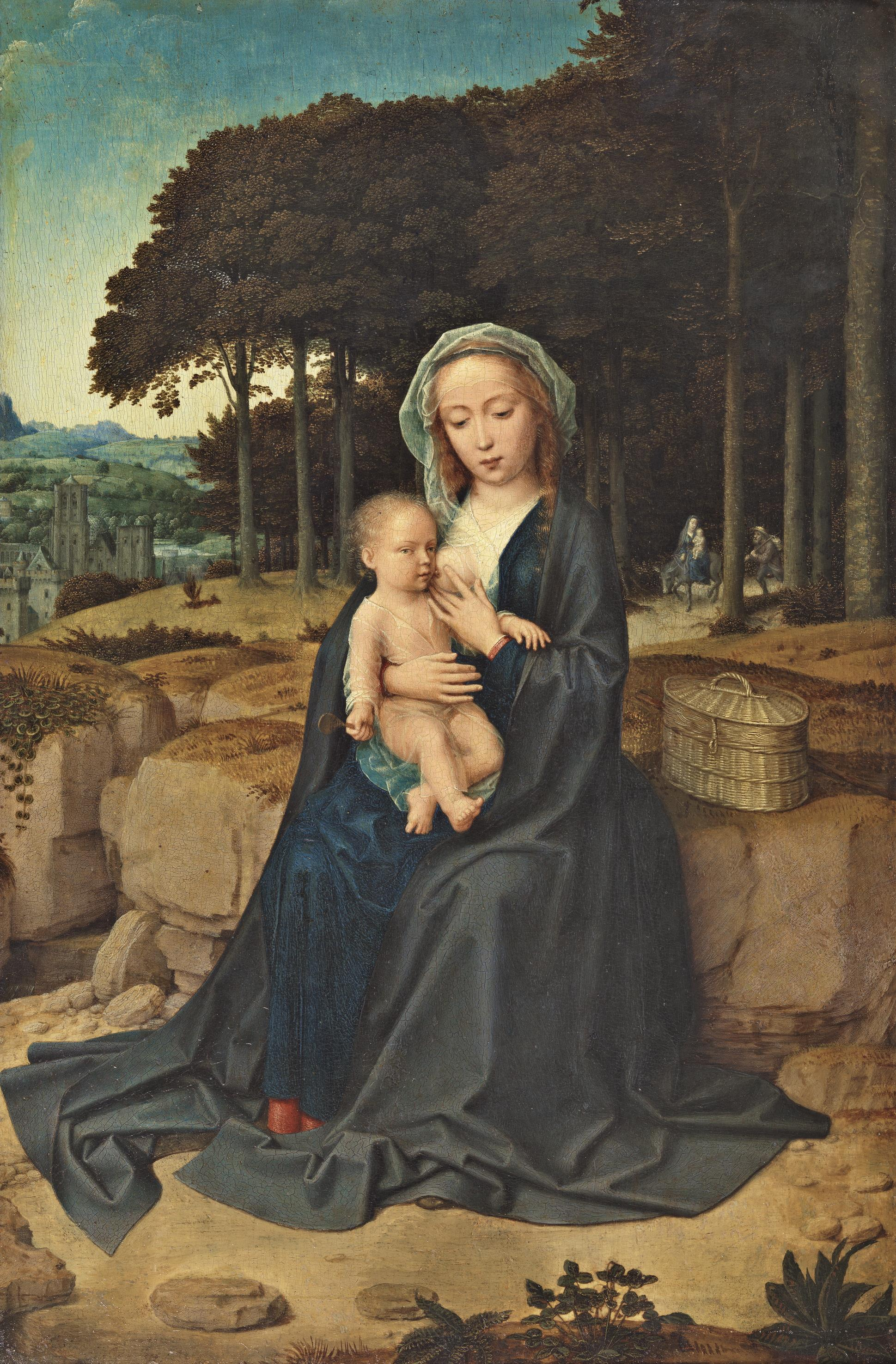
Odpoczynek podczas ucieczki do Egiptu (ok. 1515)

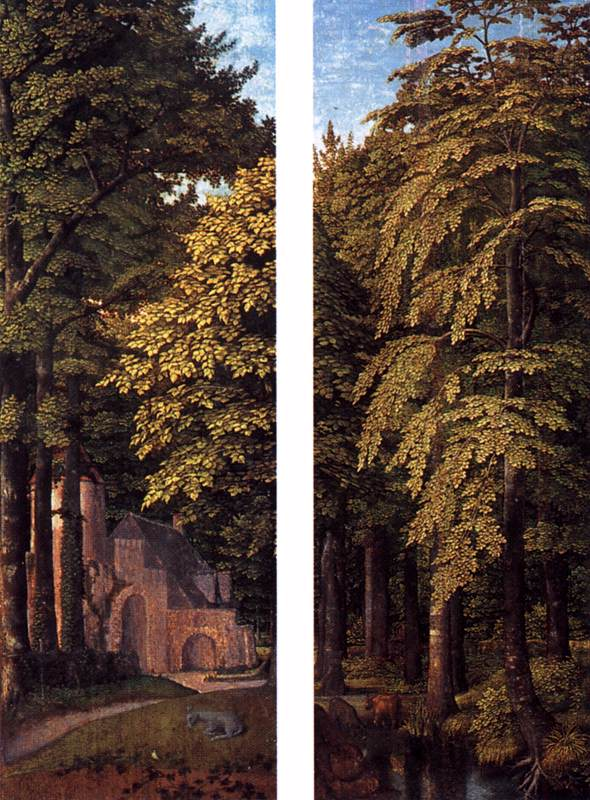
Widoki lasu (1510-15)

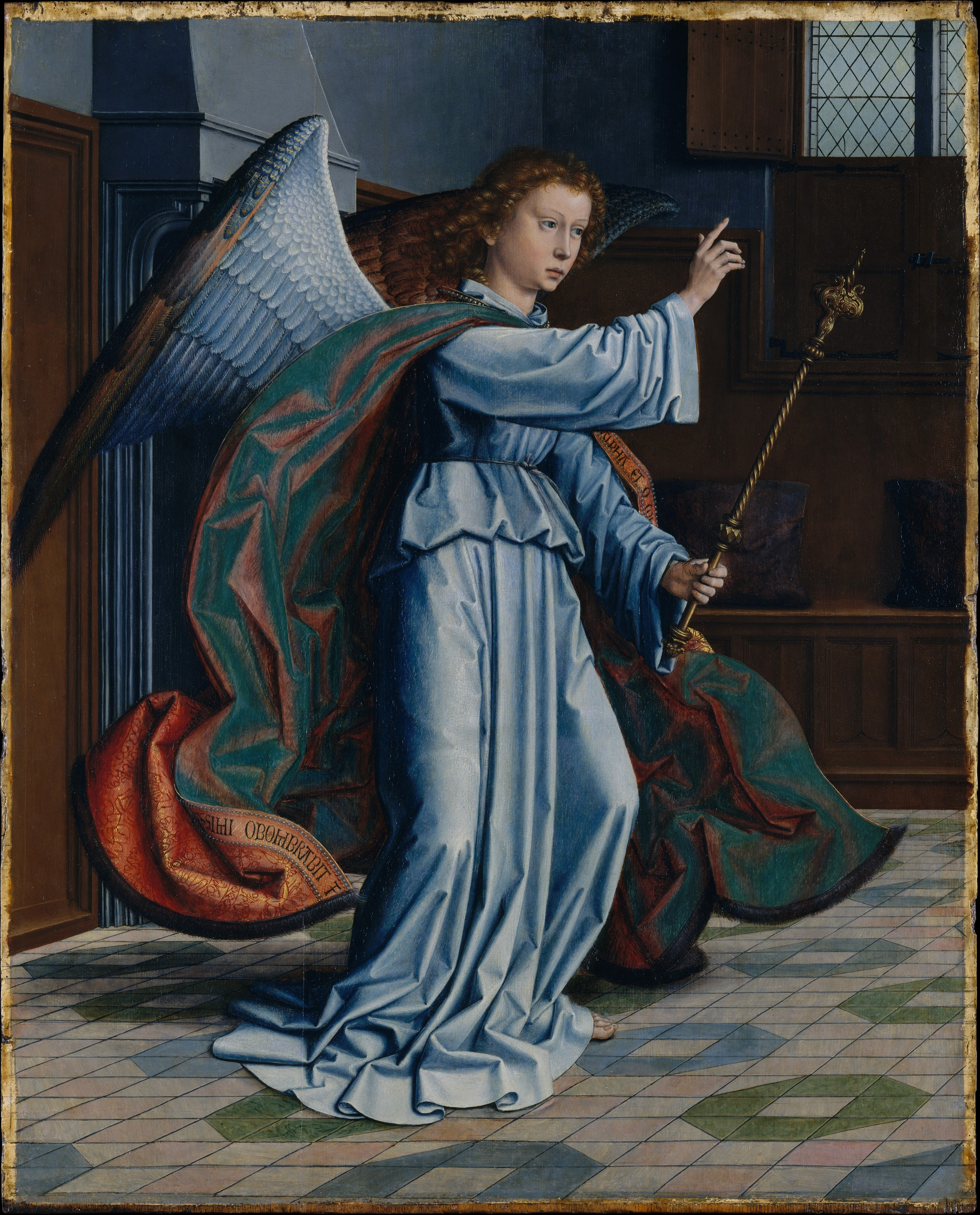
Zwiastowanie (1506)

Gerard David (ur. ok. 1460 w Oudewater, zm. 13 sierpnia 1523 w Brugii) – niderlandzki malarz i rysownik okresu wczesnego renesansu północnego.

## Życiorys
Być może kształcił się w Haarlemie. W styczniu 1484 został mistrzem w gildii św. Łukasza w Brugii, w 1488 - drugim syndykiem gildii, w 1501 – jej dziekanem. Po śmierci Hansa Memlinga został głównym malarzem miasta. W 1496 ożenił się z córką zamożnego złotnika Cornelią Cnoop. Ok. 1515 przebywał w Antwerpii, gdzie został przyjęty do tamtejszej gildia św. Łukasza. W 1507–1508 został członkiem elitarnego Bractwa Matki Bożej od Uschniętego Drzewa (Onze Lieve ten Drogen Boom) przy klasztorze minorytów. Pochowano go w kościele Onze-Lieve-Vrouwe w Brugii.

## Twórczość
Jego udokumentowane dzieła pochodzą z lat 1487-1511. Malował głównie obrazy religijne. Wyjątkiem jest monumentalny dyptyk przedstawiający historię  niesprawiedliwego sędziego (Sprawiedliwość Kambyzesa). Niektóre tematy powtarzał w kilku wersjach (Odpoczynek podczas ucieczki do Egiptu, Maria karmiąca Dzieciątko papką mleczną, Maria z Dzieciątkiem wśród muzykujących aniołów). Pozostawał pod silnym wpływem mistrzów szkoły brugijskiej (Jan van Eyck, Petrus Christus, Hugo van der Goes, Hans Memling) oraz malarzy północnoniderlandzkich (Albert van Ouwater, Geertgen tot Sint Jans). Wzbogacił tę tradycję o silnie rozbudowany pejzaż, który w jego pracach nie był już tylko tłem, ale tworzył właściwe środowisko wydarzeń, budujące nastrój obrazu. Na rewersach skrzydeł tryptyku Narodzin namalował dwa pejzaże leśne, traktując je jako całkowicie niezależne tematy malarskie. Przejawiał zamiłowanie do szczegółów, stosował perspektywę powietrzną. Jego dzieła z dojrzałego okresu cechuje intensywny koloryt, monumentalne ujęcie kompozycji oraz powściągliwość  uczuć. Oddziałało na niego również gandawsko-brugijskie iluminatorstwo książkowe. Jego uczniami byli m.in. Ambrosius Benson, Adriaen Isenbrant.

## Wybrane dzieła
- Przybicie Chrystusa do krzyża -  ok. 1481, 48.4 x 93.9 cm, National Gallery w Londynie
- Boże Narodzenie -  ok. 1490, 76,5 x 56 cm, Muzeum Sztuk Pięknych w Budapeszcie
- Ukrzyżowanie -  1490-1500, 88 x 56 cm, Muzeum Thyssen-Bornemisza, Madryt
- Pokłon Trzech Króli -  ok. 1495, 123 x 166 cm, Stara Pinakoteka, Monachium
- Tryptyk Sedano -  1495-98, 97 x 142 cm, Luwr, Paryż 
  - Tronująca Madonna z Dzieciątkiem i aniołami -  tablica środkowa 
  - Jan de Sedano z synem i św. Janem Chrzcicielem -  lewe skrzydło 
  - Żona Jana de Sedano ze św. Janem Ewangelistą -  prawe skrzydło 
  - Adam i Ewa -  rewersy skrzydeł (replika z Ołtarza Gandawskiego Jana van Eycka)
- Sprawiedliwość Kambyzesa -  1498-99, Groneningemuseum, Brugia 
  - Aresztowanie Sizamnesa -  182,3 x 159,2 cm 
  - Ukaranie Sizamnesa -  182,2 x 159,4 cm
- Gody w Kanie -  ok. 1500, 100 x 128 cm, Luwr, Paryż (przypisywany)
- Tryptyk Chrztu Chrystusa -  1502-08, 132 x 182,6 cm, Groeningemuseum, Brugia 
  - Chrzest Chrystusa -  132 x 96,6 cm, tablica środkowa 
  - Donator Jan de Trompes ze św. Janem Ewangelistą  132 x 42,2 cm, lewe skrzydło 
  - Donatorka Elisabeth van der Meersch z czworgiem dzieci i św. Elżbietą Węgierską -  132 x 42,2 cm, prawe skrzydło
- Ołtarz z Cervara -  1506 
  - Tronująca Madonna z Dzieciątkiem -  Palazzo Bianco, Genua (tablica środkowa) 
  - Św. Hieronim -  Palazzo Bianco, Genua (lewa kwatera) 
  - Św. Benedykt -  Palazzo Bianco, Genua (prawa kwatera) 
  - Ukrzyżowanie -  Palazzo Bianco, Genua (środkowa kondygnacja) 
  - Zwiastowanie -  77 x 62 cm + 79 x 64 cm, Metropolitan Museum of Art, Nowy Jork (kwatery boczne) 
  - Bóg Ojciec wśród aniołów -  101 x 128 cm, Luwr, Paryż
- Virgo inter virgines (Madonna wśród świętych dziewic)  -  1509, 118 x 212 cm, Musée des Beaux-Arts, Rouen
- Madonna z Dzieciątkiem i świętymi niewiastami -  ok. 1510, 107,7 x 146,8 cm, National Gallery w Londynie
- Tryptyk Narodzin -  1510-15 
  - Narodziny Jezusa -  90 x 71 cm (tablica środkowa), Metropolitan Museum of Art, Nowy Jork 
  - Donatorka Katarzyna ze św. Leonardem -  90 x 31 cm (prawe skrzydło), Metropolitan Museum of Art, Nowy Jork 
  - Donator Antoni ze św. Hieronimem -  90 x 31 cm (lewe skrzydło), Metropolitan Museum of Art, Nowy Jork 
  - Widok lasu -  90 x 31 cm + 90 x 31 cm (rewersy skrzydeł), Mauritshuis, Haga (depozyt)
- Dyptyk Bernardina Salviatiego
  - Ukrzyżowanie -  ok. 1515, 141 x 100 cm, Gemäldegalerie, Berlin 
  - Święci Marcin, Bernardyn i Donacjan z donatorem -  po 1501, 103.4 x 94.3 cm, National Gallery w Londynie
- Maria z Dzieciątkiem -  ok. 1490, 10 x 7 cm, Stara Pinakoteka, Monachium
- Pożegnanie Chrystusa z Marią -  Stara Pinakoteka, Monachium
- Pożegnanie Chrystusa z Marią -  ok. 1500, 15,6 x 12,1 cm, Metropolitan Museum of Art, Nowy Jork
- Odpoczynek podczas ucieczki do Egiptu -  ok. 1510, 41,9 x 42,2 cm, National Gallery of Art, Waszyngton
- Odpoczynek podczas ucieczki do Egiptu -  1512-15, 50.8 x 43,2 cm, Metropolitan Museum of Art, Nowy Jork
- Odpoczynek podczas ucieczki do Egiptu -  1515-23, 60 x 39 cm, Prado, Madryt
- Maria karmiąca Dzieciątko papką mleczną -  ok. 1520, 35 x 29 cm, Królewskie Muzea Sztuk Pięknych, Bruksela
- Maria karmiąca Dzieciątko papką mleczną -  ok. 1515, 33 x 28 cm, Aurora Trust Inc., Nowy Jork
- Maria karmiąca Dzieciątko papką mleczną -  1510-20, 40 x 32 cm, Muzeum Sztuk Pięknych w Strasburgu